# Antonio Dusi
Antonio Dusi, (Brescia, 1725 - 1776), est un peintre italien qui fut actif à Brescia pendant la période baroque.

## Biographie
Antonio Dusi est un peintre italien de la période baroque, principalement actif à Brescia a d'abord été l'élève d'Antonio Paglia.
Santo Cattaneo et Lodovico Gallina ont été ses élèves.

## Œuvres
- Chats débarquant d'un bateau,

Autel de Saint-Joseph avec retable d'Antonio Dusi représentant saint Charles Borromée, saint Antoine de Padoue, sainte Anne et saint Joseph adorant le Crucifix en l'église Madonna del Lino à Brescia.

- L'Archange Michel et Gaétan (1751), église du couvent Saint-Joseph, Brescia[2].
- Vierge avec saint François et les âmes du purgatoire, retable, église  Santa Maria, Calcinato.